# بلندگوی میان-رده
بلندگوی میان-سطح (انگلیسی: Mid-range speaker) بلندگویی است که فرکانس‌های میانی صدا، ۲۵۰ تا ۲۰۰۰ هرتز را پردازش می‌کند.